# Monticello, Iowa
Monticello är en ort i Jones County i delstaten Iowa, USA.